# Tagebau Witznitz

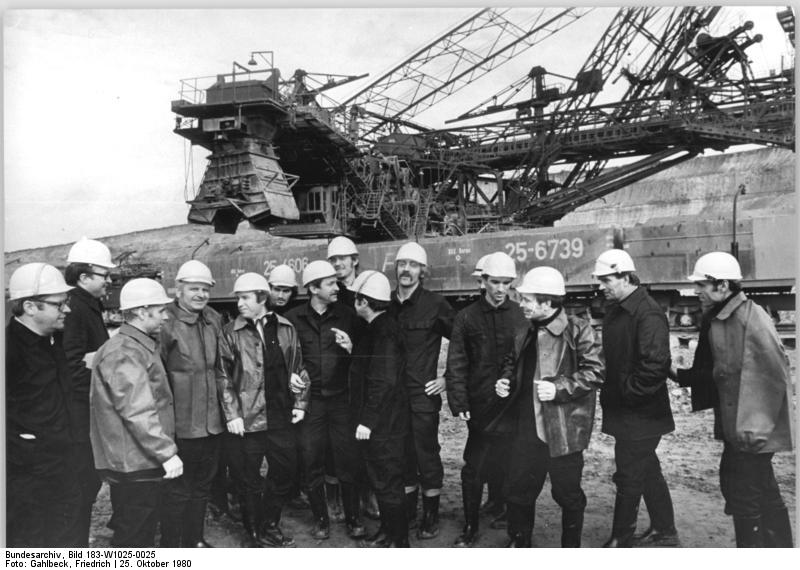
Besprechung zum internationalen Berufswettbewerb der Schaufelradbaggerfahrer im Tagebau Witznitz (1980)

Der Tagebau Witznitz war ein aus mehreren Abbaufeldern bestehender Tagebau des Mitteldeutschen Braunkohlereviers zur Gewinnung von Braunkohle südlich von Leipzig und nordwestlich von Borna. Ab 1910 wurden die Tagebaue „Victoria“, „Dora-Helene I“ und „Witznitz I“ aufgeschlossen. 1922 eröffnete die Grube „Dora-Helene II“, aus deren kleineren Abbaufeldern sich ab 1946 der Tagebau „Witznitz II“ entwickelte.
Aufgrund der wirtschaftlichen Veränderung mit der Deutschen Wiedervereinigung 1989/90 wurde der Tagebau Witznitz II im Jahr 1993 vorzeitig stillgelegt.
2024 wurde auf dem Gelände von „Witznitz II“ mit 650 MWp Leistung der größte zusammenhängende Solarpark Europas eröffnet. Die installierten PV-Module können 200.000 Einwohner mit Strom versorgen.

## Geographische Lage
Die ehemaligen Abbaufelder des Tagebaus Witznitz liegen in der Leipziger Tieflandsbucht zwischen Leipzig im Norden und Borna im Südosten. Die Bergbaufolgelandschaft gehört heute zum Naturraum Bergbaurevier Südraum Leipzig und liegt im Gebiet der Kommunen Borna, Rötha, Böhlen und Neukieritzsch im sächsischen Landkreis Leipzig. Flüsse im Abbaugebiet sind die Pleiße und die Wyhra mit ihrem Zufluss Eula.
Die Tagebaue umschlossen die Orte Großzössen und Kahnsdorf fast vollständig. Die Gruben Witznitz I, Victoria und Dora-Helene I lagen in südöstlichen Richtungen Borna, der Tagebau Witznitz II umschloss die Orte im Westen und Norden, Kahnsdorf auch im Osten.
Nach der Rekultivierung des Areals entstanden auf dem Gebiet des ehemaligen Tagebaus Witznitz I das Speicherbecken Witznitz und auf dem Areal des Tagebaus Witznitz II der Hainer, der Haubitzer und der Kahnsdorfer See.

## Geschichte

### Tagebau Witznitz I
Anfang des 20. Jahrhunderts begannen im Bereich der Wyhraaue nordwestlich von Borna die ersten bergbaulichen Aktivitäten. Zwischen Borna und Großzössen wurde am 20. September 1911 der Tagebau Witznitz I aufgeschlossen. Bereits 1907 entstanden die Tagebaue Victoria und Dora-Helene I. Zwischen 1912 und 1918 wurde in der Nähe die Brikettfabrik Witznitz erbaut, deren zentralen Anlagen 1913 ihren Betrieb aufnahmen und ab 1914 mit Rohkohle aus dem Tagebau Witznitz I beliefert wurden. Zu dieser Zeit fand noch kein planmäßiger Kohleabbau statt. Aufgrund des niedrigen Entwicklungsstands der Abraumtechnik wurde die Kohle in vielen kleinen Gruben abgebaut. Zwischen 1900 und 1913 entstanden in der Region sechs Brikettfabriken.
Das Fördergebiet der Tagebaue Witznitz I, Dora-Helene I und Victoria lag zwischen Großzössen im Westen, Borna im Südosten, der Eula im Norden und der Bahnstrecke Neukieritzsch–Chemnitz im Südwesten. Die Einstellung des Abbaus erfolgte im Tagebau Victoria im Jahr 1934, im Tagebau Dora-Helene I im Jahr 1938. Durch den fortschreitenden Abbau im Tagebau Witznitz I wurde der Ort Witznitz im Jahr 1941 ausgesiedelt und anschließend bis 1944 abgebaggert. 1949 endete auch im Tagebau Witznitz I die Kohleförderung. Das Tagebaurestloch wurde zwischen 1950 und 1954 zum Speicherbecken Witznitz umgebaut, welches dem Hochwasserschutz der Stadt Borna dient.
| Tagebau        | Betriebszeit |
| -------------- | ------------ |
| Dora-Helene I  | 1907–1938    |
| Victoria       | 1907–1934    |
| Witznitz I     | 1911–1949    |
| Dora-Helene II | 1922–1946    |
| Witznitz II    | 1946–1993    |

### Tagebau Witznitz II
Parallel zum Kohlenabbau im Tagebau Witznitz I begannen im Jahr 1922 westlich von Großzössen die Aufschlussarbeiten für den Tagebau Dora-Helene II. 1946 erfolgte aus den zwei kleineren Tagebauen der Grube der Aufschluss des Tagebaus Witznitz II. Die aus dem Großtagebau gewonnene Kohle diente der Versorgung der sechs werkseigenen Brikettfabriken und der Kraftwerke Lippendorf und Thierbach sowie dem Einsatz in der Karbo-Chemie. Um die spätere Wiedernutzbarmachung der Abbauflächen zu erleichtern, brachte man den im Tagebau gewonnenen Kulturboden zuoberst auf die Kippen auf.
Nach dem Aufschluss des Tagebaus Witznitz II westlich von Großzössen erfolgte ab 1950/51 der Regelbetrieb im Baufeld 1 (Zugbetrieb). Zwischen 1951 und 1960 schwenkte der Abbau im Uhrzeigersinn um den westlich der Ortslage Großzössen befindlichen Drehpunkt bis zum westlichen Ortsrand von Kahnsdorf. Bis 1950/51 wurde der Abraum auf Außenkippen im Tagebau Witznitz I verkippt, danach erfolgte eine Innenverkippung mittels Absetzer. Das Baufeld 1 lag zwischen Lobstädt im Südosten, Neukieritzsch im Westen und Großzössen bzw. Kahnsdorf im Osten.
1960 erfolgte die Anlage des Drehpunkts Kahnsdorf im Baufeld 2. Drei Jahre später wurde die Rohkohleschrägbandanlage und die Kohleverladung aufgebaut und in Betrieb genommen. 1963/64 erfolgte die Verlegung der Pleiße. Das neue Flussbett verlief über die Kippe im Baufeld 1 entlang der südlichen Abbaugrenze. Zwischen 1976 und 1980 entstand nördlich von Kahnsdorf der ca. 46 Meter hohe Nord-Süd-Damm, der heute den Kahnsdorfer und Hainer See voneinander trennt. Das Baufeld 2 lag zwischen dem Baufeld 1 im Süden, der verlegten Pleiße und der Bahnstrecke Leipzig–Hof im Westen, Rötha im Norden und dem Abbaufeld 3 im Osten. Kahnsdorf umschloss das Abbaufeld im Westen, Norden und Osten. Der bis 1974 im Uhrzeigersinn um Kahnsdorf drehende Tagebau überbaggerte dabei folgende Orte: Neukieritzsch (östliche Bereiche zwischen 1952 und 1957), Trachenau und Treppendorf (1962 bis 1965), Südteil des Stausees Rötha (1966–1968), Kreudnitz (1968/69), Hain und Kleinzössen (1968 bis 1972).
1976 wurde der Drehpunkt Hain nordöstlich von Kahnsdorf eingenommen, wodurch der Tagebau im Baufeld 3 entgegen dem Uhrzeigersinn nach Osten schwenkte. 1982 wurde zwischenzeitlich der Hilfsdrehpunkt Crossen eingerichtet. Der nach einer Wüstung in der Ortsflur Mölbis benannte Drehpunkt war bis 1987 im Einsatz. Die Flur von Crossen wurde 1988/89 devastiert. 1988 wurde der Abraumbetrieb von Zug- auf Bandförderung umgestellt.

### Einstellung der Förderung und nicht realisierte Fortführung
Nach der ursprünglichen Abbauplanung war die Fortführung des Tagebaus Witznitz II im Abbaufeld Gaulis ab 1990 vorgesehen. Als Folge wären die Ortslage Gaulis, das Landschaftsschutzgebiet Pleißestausee Rötha und das Haldenfeinkohlebecken abgebaggert und die Pleiße ein weiteres Mal verlegt worden. Im Abbaufeld Gaulis sollten bis 2015 rund 50 Millionen Tonnen Kohle gefördert werden. Das Areal hatte als Grenzen im Osten Espenhain (Ort und Braunkohlewerk), im Norden Rötha, im Westen das Braunkohlewerk Böhlen und die Bahnlinie Leipzig-Hof und im Süden die Abbaufelder 2 und 3 des Tagebaus Witznitz II.
Da die mit der Deutschen Wiedervereinigung 1989/90 einhergehende wirtschaftspolitische Veränderung zu einem drastischen Rückgang des Braunkohlebedarfs führte, wurde 1991 die Entscheidung getroffen, den Tagebau trotz vorhandener Lagerstätten vorzeitig stillzulegen. Bis 1992 wurde die Abraumgewinnung eingestellt, 1993 wurde auch die Kohleförderung beendet. In der 47-jährigen Betriebszeit des Tagebaus Witznitz II wurden 650 Millionen Abraum bewegt und über 250 Millionen Tonnen Kohle gefördert. Die sechs um den Tagebau befindlichen Brikettfabriken stellten zwischen 1990 und 1992 ihren Betrieb ein.

### Rekultivierung des Tagebaus Witznitz II
Die Stilllegung des Tagebaus Witznitz II erfolgte abschnittsweise bis 1993. Bereits 1991 erfolgte die Überführung vom Auslaufbetrieb in die Sanierung sowie die Gestaltung der Restlöcher Kahnsdorf, Haubitz und Hain. Für die spätere Nutzung als Naherholungsgebiet stand zunächst die Sicherung der Restlochböschungen im Vordergrund. Ziel der Sanierung war eine sichere Bergbaufolgelandschaft, die vielfältig genutzt werden kann und ohne menschliches Zutun auskommt. Der Gebietswasserhaushalt sollte wieder das Niveau vor dem Bergbau erreichen. Durch Grundwasseranstieg und Fremdflutung (Sümpfungswasser aus den aktiven Tagebauen Profen und Vereinigtes Schleenhain) entstanden in den Restlöchern des ehemaligen Tagebaus Witznitz II der Hainer See mit der Haubitzer Bucht und der Kahnsdorfer See.
Im Bereich des ausgekohlten Tagebaus Witznitz I war bereits zwischen 1950 und 1954 das Speicherbecken Witznitz entstanden. 2010 wurde der Hainer See über einen Kanal an die Pleiße angeschlossen, der Lange Born wird zukünftig ebenfalls in den See eingebunden. Der Kahnsdorfer See erhält in Zukunft einen Überlauf in den Hainer See. Für den Hainer See ist eine Nutzung als Erholungslandschaft angedacht sowie ein naturbelassener Teil im Bereich der Haubitzer Bucht. Bereits seit 2008 wird der Hainer See touristisch erschlossen. Die zwei Entwicklungsschwerpunkte sind dabei die Lagune Kahnsdorf (Bereich der ehemaligen Tagesanlagen Kahnsdorf) und das Nordufer bei Rötha. Der Kahnsdorfer See wird als Vorranggebiet für Natur und Landschaft weitgehend sich selbst überlassen.
Die Bereiche der Altkippen bei Neukieritzsch und östlich der Pleiße sowie das Plateau der Innenkippe wurden bereits Jahre vor der Stilllegung wieder nutzbar gemacht. Die Gebäude der Tagesanlagen, Stellwerke und der Kohleverladung am Drehpunkt Hain wurden wie die Bandanlagen, die zwölf Großgeräte und Rohrleitungen zwischen 1993 und 1998 demontiert. Für die 1992 stillgelegte Brikettfabrik Witznitz wurde ein Nachnutzungskonzept erarbeitet. Trotz baulicher Rückbauten und der Entfernung der kompletten Technik wurden die elf Gebäude aus gelben Klinkermauerwerk erhalten und vier bereits saniert, sie beherbergen nun Büros und werden für Ausstellungen und kulturelle Veranstaltungen genutzt. Ein weiteres Gebäude wurde als Wohnstandort für Lofts umgenutzt. Weiterhin war auf dem Areal die Schaffung eines neuen Bornaer Stadtteils vorgesehen, der neue Wohnungen und die alten Fabrikgebäude integrieren sollte. Ziel war eine Mischnutzung mit den Schwerpunkten Bildung/Kultur/Freizeit, Gewerbe und Wohnen. Im Bereich des ehemaligen Bahnanschlusses wurden bereits erste Einfamilienhäuser errichtet. Einer der Bewohner der Loftwohnungen wurde der Künstler Michael Fischer-Art mit seiner Familie.
2018 wurde bekannt, dass im Bereich der bis dahin nicht weiter renovierten Teile der Brikettfabrik ohne Genehmigung Bauschutt vom Abriss der Leipziger Propsteikirche gelagert wurde. Kurz darauf wurden die Sanierungspläne des Bebauungsplanes „Altindustriestandort ehemalige Brikettfabrik“ aktualisiert und das Unternehmen AP 3 Projekt GmbH kündigte an, dort moderne Lofts sowie Eigenheime als Wohnpark in der Art einer Gartenstadt zu errichten.

### Errichtung einer riesigen Photovoltaik-Freiflächenanlage
Nach rund zwei Jahren Planungs- und Bauzeit wurde 2024 der Energiepark Witznitz südlich von Leipzig vom sächsischen Ministerpräsident Michael Kretschmer (CDU) offiziell eröffnet. Es ist nach Angaben der Betreiber nicht nur der größte Solarpark Deutschlands, sondern auch der „größte zusammenhängende Solarpark Europas“. Der Energiepark befindet sich auf dem Gelände des ehemaligen Braunkohletagebaus Witznitz II und erstreckt sich über eine Fläche von rund 500 Hektar – das entspricht etwa 700 Fußballfeldern. Mehr als eine Million Module wurden hier für den 650-Megawatt-Solarpark installiert. Die Menge reicht, um 200.000 Vier-Personen-Haushalte mit Strom zu versorgen. Hinter dem Projekt steht die Firma Move On Energy. Pro Jahr sollen so Emissionen von mehr als 250.000 Tonnen Kohlendioxid eingespart werden. Der Solarpark wurde durch eine Investition des Versicherungskonzerns Signal Iduna finanziert – ohne staatliche Förderungen. Nach Angaben des Unternehmens handelt es sich um einen mittleren dreistelligen Millionenbetrag. Eigentümer sei die Finanztochter Hansainvest Real Assets.

## Vom Tagebau betroffene Ortschaften

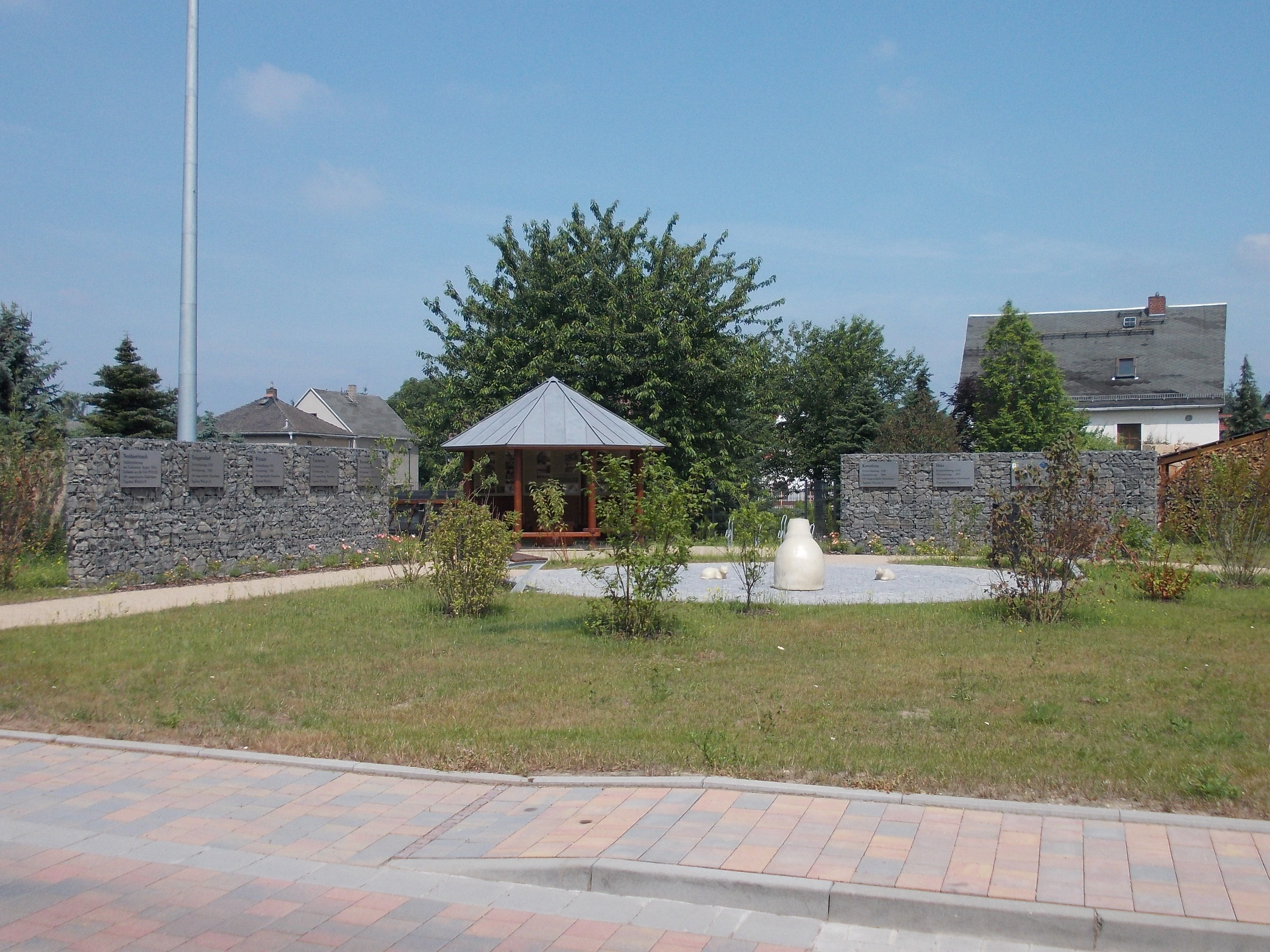
Helene-Platz in Großzössen (Gemeinde Neukieritzsch) mit Gedenktafeln für die durch die Tagebaue Witznitz I und Witznitz II zerstörten Orte

### Umgesiedelte Orte
| Umsiedlungsort                 | Einwohner | Abbaujahr | Tagebau                   |
| ------------------------------ | --------- | --------- | ------------------------- |
| Witznitz                       | 861       | 1941–1944 | Witznitz I                |
| Neukieritzsch (Teilabbruch)    | 190       | 1952–1957 | Witznitz II, Abbaufeld 2  |
| Trachenau                      | 450       | 1962–1965 | Witznitz II, Abbaufeld 2  |
| Treppendorf                    | 120       | 1962–1965 | Witznitz II, Abbaufeld 2  |
| Kreudnitz                      | 175       | 1968–1969 | Witznitz II, Abbaufeld 2  |
| Hain und Kleinzössen           | 350       | 1968–1971 | Witznitz II, Abbaufeld 2  |
| Gaulis (Teilabbruch)           | 10        | 1989      | Witznitz II, Halde Gaulis |
| Wüstung Crossen in Flur Mölbis | 0         | 1989      | Witznitz II, Abbaufeld 3  |

Der Südteil des Stausees Rötha wurde durch das Abbaufeld 2 des Tagebaus Witznitz II zwischen 1966 und 1968 abgebaggert.

### Für Devastierung vorgesehene Orte und Gebiete
Aufgrund der vorzeitigen Stilllegung des Tagebaus Witznitz II und des somit nicht ausgeführten Aufschlusses des Abbaufelds Gaulis wurden folgende Orte und Objekte vom Abbruch verschont:
- Ortslage Gaulis
- Stausee Rötha (verbliebener nördlicher Teil) und Haldenfeinkohlebecken
- Flussbett der Pleiße (Verlegung war geplant)